# It Could Be You
It could be you est un maxi du groupe Blur sorti uniquement au Japon. La chanson titre est extraite de The Great Escape.

## Liste des titres
- CD (TOCP-8908)

1. It Could be you
2. It Could be you (live)
3. Charmless man (live)
4. Chemical world (live)

## Note
- Les morceaux live ont été enregistrés au Nippon Budokan de Tokyo le 8 novembre 1995.